# Volker Everts
Volker Everts (* 29. März 1953) ist ein ehemaliger deutscher Journalist und Chefredakteur des Magazins Computer easy.
Everts studierte von 1978 bis 1982 Informatik und arbeitete anschließend als Fachredakteur für Computer-Zeitschriften wie 64’er. Auslandsaufenthalte führten ihn u. a. in die USA und nach Taiwan. Für den Daten- und Medienverlag DMV entwickelte er die Zeitschrift DOS International, deren Chefredakteur er wurde. 1991 folgte ihm Ulrich Eike und er rückte als Redaktionsdirektor des DMV auf. Er gründete das PC Magazin und das Internet Magazin und wurde dann Chefredakteur von Computer easy.
Mitte 2000 trennten sich der Vogel Verlag und Everts einvernehmlich und Everts nahm Beratungstätigkeiten als Softwaretester an.